# Université Old Dominion
L'université Old Dominion (en anglais : Old Dominion University ou ODU) est une université américaine située à Norfolk en Virginie. « Old Dominion » (ou « ancien dominion » ) est l'un des surnoms officiels de l'État de Virginie.

## Personnalités liées à l'université

### Professeurs
- Toi Derricotte, poète et professeure afro-américaine.

### Étudiants
- Tahani Amer, scientifique égyptienne travaillant pour la Nasa.
- Derrick Borte, cinéaste américano-allemand

## Source
- (en) Cet article est partiellement ou en totalité issu de l’article de Wikipédia en anglais intitulé « Old Dominion University » (voir la liste des auteurs).